# Blockstream
Blockstream ist ein Blockchain-Unternehmen, welches von Adam Back gegründet und geleitet wird. Mitgründer waren unter anderem die langjährigen Bitcoin-Core-Entwickler Pieter Wuille, Gregory Maxwell, Matt Corallo und andere. Das Unternehmen ist maßgeblich an der Entwicklung von Bitcoin, Lightning Network und diversen Sidechains beteiligt und beschäftigt mehrere Bitcoin-Core-Entwickler.

## Produkte

### Blockstream Satellit
2017 begann das Unternehmen, Telekommunikationssatelliten im Erdorbit zu nutzen, um damit die Bitcoin-Blockchain überall auf der Welt verfügbar zu machen. Mittlerweile werden 6 Satelliten genutzt, welche große Teile der Erde abdecken.  Blockstream-Satellit ist allerdings nur eine Einwegverbindung. Dies bedeutet, dass man damit zwar die Blockchain empfangen, sie aber nicht bearbeiten kann. So ist das Übertragen von Transaktionen nicht möglich. Dies kann jedoch teilweise mit SMS umgangen werden.

### Liquid Network
2015 veröffentlichte Blockstream die Sidechain Liquid. Diese soll Transaktionen schneller machen und das Bitcoin-Netzwerk weniger auslasten.

## Initiativen

### Lightning Network
Blockstream fördert den Einsatz und die Verbreitung des Lightning Network und steht hinter der Implementierung Core Lightning. Blockstream war unter anderem eines der ersten Unternehmen, welche einen Lightning Network Store aufsetzten.

## Kritik

### Kontrolle von Bitcoin
Blockstream wird vor allem von Bitcoin-Cash-Anhängern vorgeworfen, die Entwicklung von Bitcoin massiv zu beeinflussen. Sie begründen dies damit, dass Blockstream viele Bitcoin-Core-Entwickler angestellt hat und sie damit kontrolliert.